# Saint-Thomas-en-Royans
Pour les articles homonymes, voir Saint-Thomas.
Saint-Thomas-en-Royans est une commune française située dans le département de la Drôme, en région Auvergne-Rhône-Alpes.

## Géographie

### Localisation
La commune de Saint-Thomas-en-Royans est située à 27 km à l'est de Romans-sur-Isère.

### Climat
Pour des articles plus généraux, voir Climat d'Auvergne-Rhône-Alpes et Climat de la Drôme.
En 2010, le climat de la commune est de type climat méditerranéen altéré, selon une étude du Centre national de la recherche scientifique s'appuyant sur une série de données couvrant la période 1971-2000. En 2020, Météo-France publie une typologie des climats de la France métropolitaine dans laquelle la commune est exposée à un climat de montagne ou de marges de montagne et est dans la région climatique  Alpes du nord, caractérisée par une pluviométrie annuelle de 1 200 à 1 500 mm, irrégulièrement répartie en été. 
Pour la période 1971-2000, la température annuelle moyenne est de 12,3 °C, avec une amplitude thermique annuelle de 17,9 °C. Le cumul annuel moyen de précipitations est de 990 mm, avec 8,8 jours de précipitations en janvier et 6,2 jours en juillet. Pour la période 1991-2020, la température moyenne annuelle observée sur la station météorologique de Météo-France la plus proche, « Saint-Jean-en-Royans », sur la commune de Saint-Jean-en-Royans à 3 km à vol d'oiseau, est de 12,3 °C et le cumul annuel moyen de précipitations est de 1 136,1 mm,. Pour l'avenir, les paramètres climatiques de la commune estimés pour 2050 selon différents scénarios d'émission de gaz à effet de serre sont consultables sur un site dédié publié par Météo-France en novembre 2022.

### Voies de communication et transports
La commune est la porte du Vercors par la Combe Laval et les Grands Goulets. Son territoire est essentiellement traversé par la route départementale 76 (RD76) qui permet de rejoinde la route départementale 1532 qui relie Grenoble à Romans-sur-Isère et Valence.

## Urbanisme

### Typologie
Au 1er janvier 2024, Saint-Thomas-en-Royans est catégorisée commune rurale à habitat dispersé, selon la nouvelle grille communale de densité à 7 niveaux définie par l'Insee en 2022.
Elle est située hors unité urbaine et hors attraction des villes,.

### Occupation des sols
L'occupation des sols de la commune, telle qu'elle ressort de la base de données européenne d’occupation biophysique des sols Corine Land Cover (CLC), est marquée par l'importance des territoires agricoles (68,5 % en 2018), en augmentation par rapport à 1990 (66,3 %). La répartition détaillée en 2018 est la suivante : 
terres arables (31,8 %), forêts (31,5 %), zones agricoles hétérogènes (24,3 %), prairies (12,4 %). L'évolution de l’occupation des sols de la commune et de ses infrastructures peut être observée sur les différentes représentations cartographiques du territoire : la carte de Cassini (XVIIIe siècle), la carte d'état-major (1820-1866) et les cartes ou photos aériennes de l'IGN pour la période actuelle (1950 à aujourd'hui).

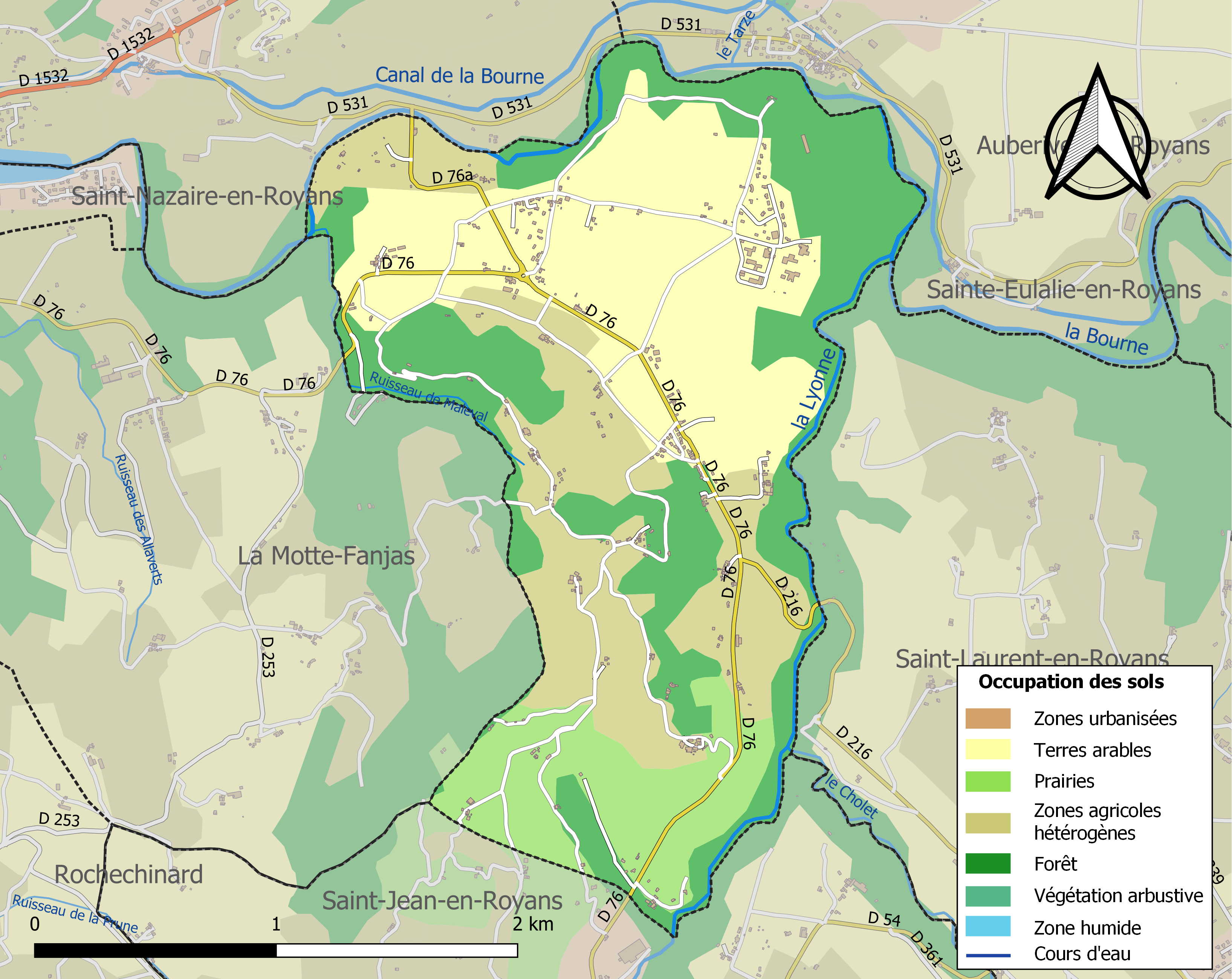
Carte des infrastructures et de l'occupation des sols de la commune en 2018 (CLC).

## Toponymie

### Attestations
Dictionnaire topographique du département de la Drôme :
- 1204 : mention de la paroisse : capella Sancti Thomae (archives des Bouches-du-Rhône, mss. de Chantelou) ;
- 1444 : mention de la paroisse : ecclesia Sancti Thomae in Royannis (archives des Bouches-du-Rhône, mss. de Chantelou) ;
- XVe siècle : mention de la paroisse : cura Sancti Thomae in Royanis (pouillé de Valence) ;
- 1477 : ad Sanctum Thomam in Royanis (terrier de Saint-Just) ;
- 1801 : Saint-Thomas-en-Royans (Bulletin des Lois) ;
- 1891 : Saint-Thomas, commune du canton de Saint-Jean-en-Royans ;
- 1920 : Saint-Thomas-en-Royans (Bulletin des Lois).

## Histoire

### Antiquité: les Gallo-romains
- Découverte d'un tombeau gallo-romain[7].
- Au lieu-dit la Chartronnière, se trouve une stèle d'un ancien centurion et l'épitaphe de L. Mæcius Mælo[réf. nécessaire].

### Du Moyen Âge à la Révolution
La seigneurie :
- Sa possession fut disputée entre les dauphins et les comtes de Diois[7].
- Au point de vue féodal, Saint-Thomas faisait partie du mandement de Saint-Nazaire-en-Royans et du duché d'Hostun[13].

Démographie :
- 1688 : 50 familles.
- 1789 : 62 chefs de famille.

Avant 1790, Saint-Thomas était une communauté de l'élection et subdélégation de Valence et du bailliage de Saint-Marcellin.

Elle formait une paroisse du diocèse de Valence, dont les dîmes appartenaient au prieur de la Motte-Fanjas qui présentait à la cure.

### De la Révolution à nos jours
En 1790, la commune fait partie du canton de Saint-Jean-en-Royans.

## Politique et administration

### Liste des maires
| Période                                  | Période                       | Identité                          | Étiquette | Qualité       |
| ---------------------------------------- | ----------------------------- | --------------------------------- | --------- | ------------- |
| Les données manquantes sont à compléter. |                               |                                   |           |               |
| 1871                                     |                               | ?                                 |           |               |
| 1874                                     |                               | ?                                 |           |               |
| 1878                                     |                               | ?                                 |           |               |
| 1884                                     |                               | ?                                 |           |               |
| 1888                                     |                               | ?                                 |           |               |
| 1892                                     |                               | ?                                 |           |               |
| 1896                                     |                               | ?                                 |           |               |
| 1900                                     |                               | ?                                 |           |               |
| 1904                                     |                               | ?                                 |           |               |
| 1908                                     |                               | ?                                 |           |               |
| 1912                                     |                               | ?                                 |           |               |
| 1919                                     |                               | ?                                 |           |               |
| 1925                                     |                               | ?                                 |           |               |
| 1929                                     |                               | ?                                 |           |               |
| 1935                                     |                               | ?                                 |           |               |
| 1945                                     |                               | ?                                 |           |               |
| 1947                                     |                               | ?                                 |           |               |
| 1953                                     |                               | ?                                 |           |               |
| 1959                                     |                               | ?                                 |           |               |
| 1965                                     |                               | ?                                 |           |               |
| 1971                                     |                               | ?                                 |           |               |
| 1977                                     |                               | ?                                 |           |               |
| 1983                                     | 1989                          | Charles Richaud                   |           |               |
| 1989                                     | 1995                          | Charles Richaud                   |           |               |
| 1995                                     | 2001                          | Charles Richaud                   |           |               |
| 2001                                     | 2008                          | Christian Follut                  |           |               |
| 2008                                     | 2014                          | Christian Follut                  |           | maire sortant |
| 2014                                     | 2020                          | Valéry Friol                      |           | employé       |
| 2020                                     | En cours (au 3 décembre 2020) | Valéry Friol[source insuffisante] |           | maire sortant |

## Population et société

### Démographie
L'évolution du nombre d'habitants est connue à travers les recensements de la population effectués dans la commune depuis 1793. Pour les communes de moins de 10 000 habitants, une enquête de recensement portant sur toute la population est réalisée tous les cinq ans, les populations de référence des années intermédiaires étant quant à elles estimées par interpolation ou extrapolation. Pour la commune, le premier recensement exhaustif entrant dans le cadre du nouveau dispositif a été réalisé en 2007.

En 2022, la commune comptait 582 habitants, en évolution de −1,52 % par rapport à 2016 (Drôme : +2,64 %, France hors Mayotte : +2,11 %).
| 1793 | 1800 | 1806 | 1821 | 1831 | 1836 | 1841 | 1846 | 1851 |
| ---- | ---- | ---- | ---- | ---- | ---- | ---- | ---- | ---- |
| 269  | 297  | 292  | 350  | 346  | 319  | 335  | 341  | 345  |

| 1856 | 1861 | 1866 | 1872 | 1876 | 1881 | 1886 | 1891 | 1896 |
| ---- | ---- | ---- | ---- | ---- | ---- | ---- | ---- | ---- |
| 298  | 300  | 320  | 320  | 329  | 292  | 298  | 288  | 322  |

| 1901 | 1906 | 1911 | 1921 | 1926 | 1931 | 1936 | 1946 | 1954 |
| ---- | ---- | ---- | ---- | ---- | ---- | ---- | ---- | ---- |
| 302  | 332  | 305  | 267  | 249  | 246  | 266  | 281  | 218  |

| 1962 | 1968 | 1975 | 1982 | 1990 | 1999 | 2006 | 2007 | 2012 |
| ---- | ---- | ---- | ---- | ---- | ---- | ---- | ---- | ---- |
| 186  | 216  | 230  | 328  | 440  | 476  | 502  | 504  | 560  |

| 2017 | 2022 | - | - | - | - | - | - | - |
| ---- | ---- | - | - | - | - | - | - | - |
| 596  | 582  | - | - | - | - | - | - | - |

### Enseignement
La commune relève de l’académie de Grenoble.

## Économie
En 1992 : bois (résineux), pâturages (bovins).
La commune possède des carrières.

### Tourisme
- Station climatique d'été[7].
- Camping[7].

## Culture locale et patrimoine

### Lieux et monuments
- Tombeau gallo-romain[7].
- Église Saint-Thomas de Saint-Thomas-en-Royans du XIIe siècle[réf. nécessaire]. Remaniée au XIXe siècle (néo-roman)[7].
- Château de la Chartronnière ou Chartrognière (XVIe et XVIIIe siècles)[7].
- Maisons nobles[7].
- Cimetière au milieu des champs[7].

### Patrimoine naturel
La commune fait partie du parc naturel régional du Vercors.

### Héraldique, logotype et devise
|  | Saint-Thomas-en-Royans possède des armoiries dont l'origine et le blasonnement exact ne sont pas disponibles. |